# Dicranota persessilis
Dicranota (Rhaphidolabis) persessilis là một loài ruồi trong họ Pediciidae. Chúng phân bố ở vùng sinh thái Palearctic.